# Soslan Dzjanajev
Soslan Totrazovitj Dzjanajev (ryska: Сосла́н Тотра́зович Джана́ев, ossetiska: Джанайты Тотрадзы фырт Сослан, Dzjanajty Totradzy fyrt Soslan), född 13 mars 1987 i Ordzjonikidze, Nordossetiska ASSR, Ryska SFSR, Sovjetunionen (nuvarande Vladikavkaz, Nordossetien, Ryssland), är en rysk fotbollsspelare (målvakt).

## Fotnoter
1. ↑  Totrazovitj (ryska: Тотра́зович, ossetiska: Тотрадзы фырт, Totradzy fyrt), den kvinnliga Totrazovna (Тотра́зовна, Тотрадзы чызг, Totradzy tjyzg), är en ossetisk patronymikon, vars far förnamn var Totraz (ryska: Тотра́з, ossetiska: Тотрадз, Totradz)
2. ↑  Dzjanajev, «Dzjanajty» (ryska: Джана́ев, «Джана́йты», ossetiska: Джанайты, Dzjanajty), den kvinnliga Dzjanajeva (Джана́ева), är en ossetisk efternamn, vars ossetiskt ursprung.